# Lokomotor

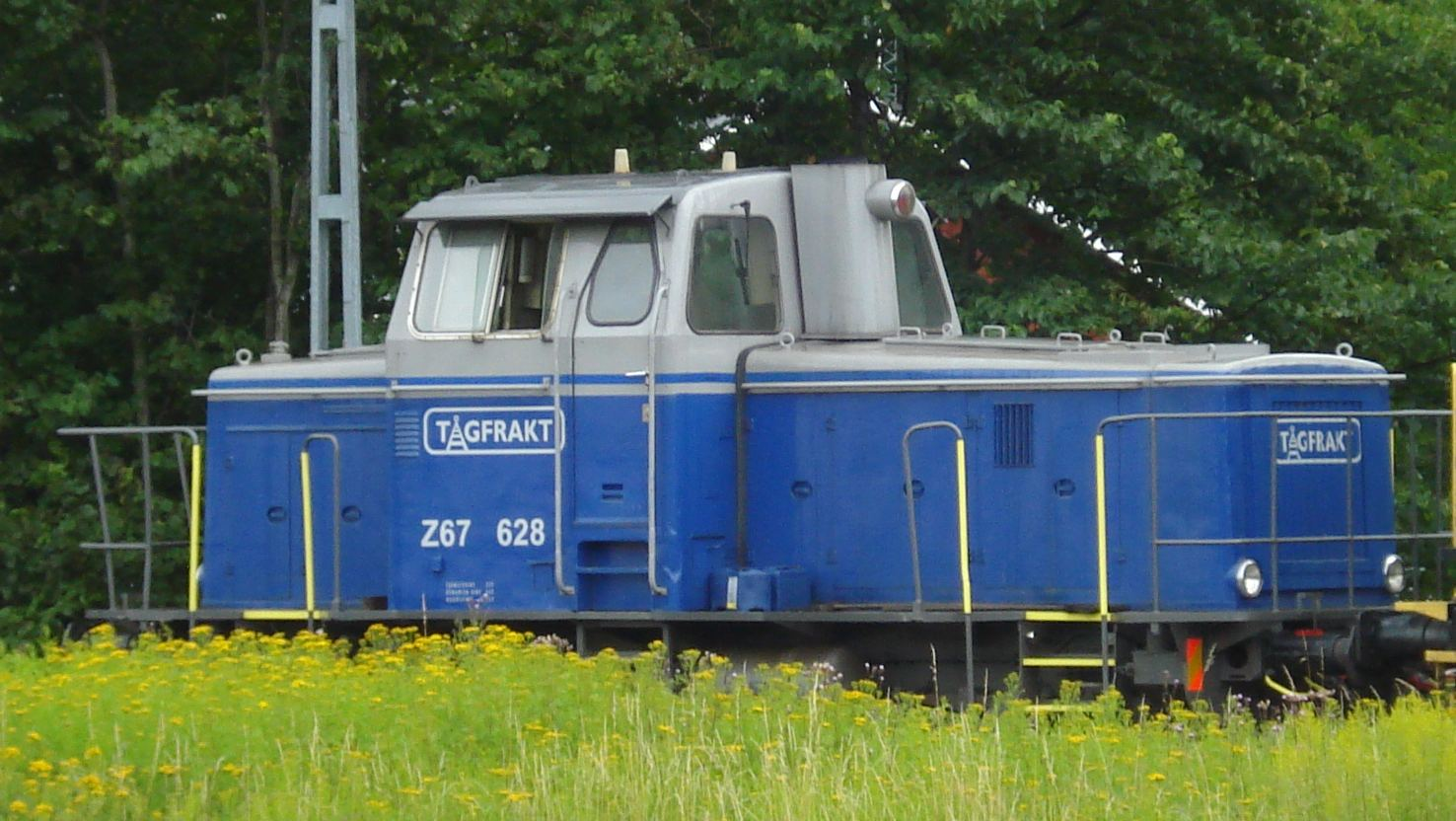
Tågfrakts Z67 i Motala i juli 2007. Lokomotorn är en ombyggd version av en större lokomotor som byggdes i början av 1960-talet.

Lokomotor kallas ett mindre lok som främst är avsett för växling och dragning av kortare godståg. Jämfört med ett vanligt lok har lokomotorn lägre effekt (SJ:s ursprungliga definition max 300 hk) och hastighet. De flesta lokomotorer har två axlar.

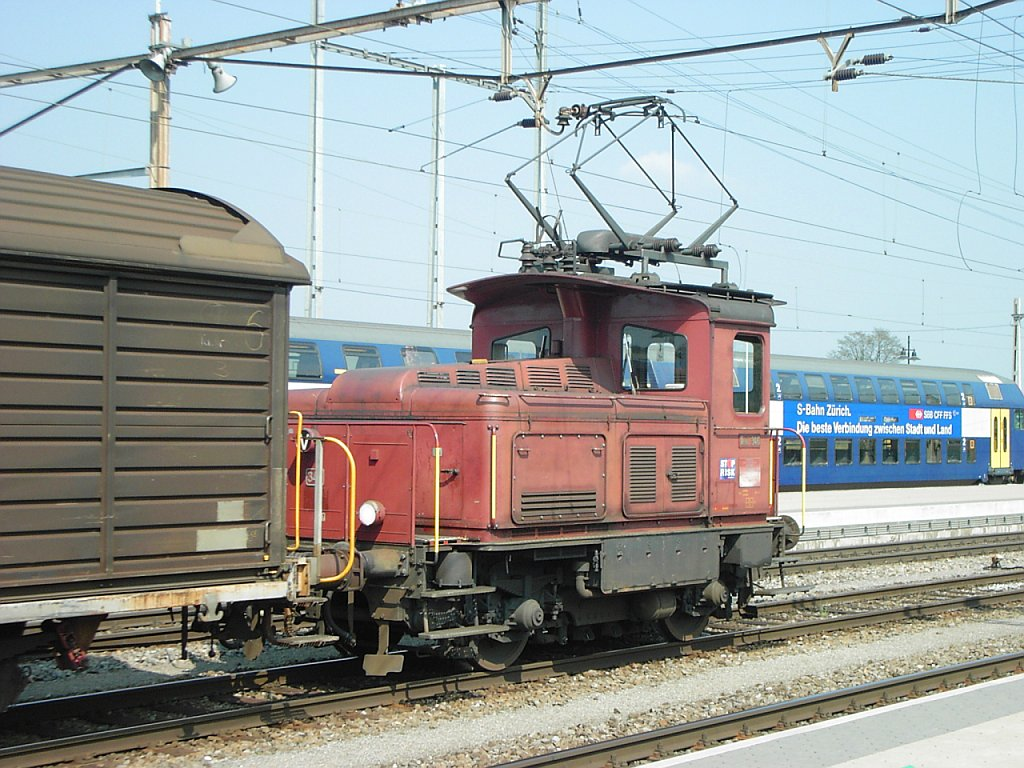
SBB Tem^{III} 346, tvåkraft (elektrisk och diesel) lokomotor.

Lokomotorn har i allmänhet dieselhydraulisk eller dieselmekanisk (jfr lastbil) kraftöverföring, men även elektriska lokomotorer har förekommit. Skälet till att man började skilja mellan lok och lokomotorer är lönemässiga. Lok krävde en lokförare, medan en lokomotor bara krävde en lokomotorförare som hade kortare utbildning och lägre lön. År 1952 anger SJ växlingskostnaden per timme för lokomotor 18:- och ånglok 57:-.

## Historik
Den svenska utvecklingen av lokomotorer började med Lambert Bjurströms lokomotortillverkning i Västervik på 1920-talet. Svenska lokomotorer har i Sverige en littera som börjar med Z.
I det gamla litterasystemet som gällde fram till år 1942 berodde litteran på motorstyrkan: Zm = 40 hk, Zs =100-150 hk, Zss =290 hk, Zsh som Zs, men hydraulisk kraftöverföring, Zsc elektrisk kraftöverföring.
Antal lokomotorer vid SJ den 1/1 1938: Zm 53 st, Zs 22st, Zsc 3st, Zsh 2 st.
Antal lokomotorer vid SJ den 1/1 1973: Z 13st, Z3 15st, Z43 120st, Z49 38st, Z61 9st, Z62 6st, Z63 12st, Z64 35st, Z65 102st, Z66 20st, Za 2st, Z4t 5st, Z4p 30st, Z6p 1st.

## Hydrodynamiska växlar
Fabrikat på hydrodynamisk växel för en del lokomotortyper: Z43 och Z49 Atlas Diesel, Z63 GM/Allison, Z61 Krupp/Lysholm-Smith, Z62 SRM, Z65 Twin Disc, Z64 och Z67 Voith.

## Några lokomotortyper som funnits vid SJ
- Za 3st tillverkade åren 1953-1954 elektrisk lokomotor.
- Z42 10st tillverkade år 1953.
- Z43 120 st. tillverkades åren 1950-1961
- Z49 var ett samlingslittera för 11 äldre olika typer av lokomotorer.
- Z62 10st tillverkade åren 1957-1958 försedda med två motorer.
- Z64 35 st. tillverkades åren 1953-1957
- Z65 102 st. tillverkades åren 1962-1968
- Z66 30st. tillverkades åren 1971-1973
- Z67 31st ombyggda från Z61, Z62 och Z63 åren 1978-1981.